# Roger Cousinet
Roger Cousinet (ur. 3 listopada 1881 w Paryżu, zm. 5 kwietnia 1973 tamże) – francuski pedagog. Profesor paryskiej Sorbony. Jeden z inicjatorów nowoczesnych metod nauczania. Współzałożyciel stowarzyszenia l’École nouvelle française.

## Życiorys
Od 1905 do 1910 roku był nauczycielem. 18 grudnia 1909 roku otrzymał świadectwo umożliwiające przeprowadzanie kontroli w szkołach podstawowych. W latach 1910–1941 był szkolnym inspektorem. Od 1920 do 1939 roku był redaktorem naczelnym czasopisma "Nouvelle Education". W 1941 roku został profesorem psychologii wychowawczej w paryskiej Sorbonie, a od 1945 do 1958 roku był tam kierownikiem katedry pedagogiki. W 1946 roku był współtwórcą (razem z François Chatelaina) stowarzyszenia l’École nouvelle française i jednocześnie redaktorem czasopisma o tej samej nazwie.
Roger Cousinet krytykował dawny system nauczania w szkołach francuskich wskazując na konieczność wprowadzenia nowego wychowania. Zmierzał do przekształcenia zajęć lekcyjnych w spontaniczną pracę z 5-6 osobowymi grupami uczniów. W zaproponowanym systemie pozostawiał poszczególnym grupom swobodę wyboru prac z zakresu ustalonego przez szkołę. Aby móc prawidłowo rozwijać system nauczania grupowego prowadził badania analizując reakcje dzieci i ich postępy w nauce.
W 1994 roku jego profil znalazł się w publikacji Thinkers on Education – 100 słynnych pedagogów (w tym m.in. filozofów, mężów stanu, polityków, dziennikarzy, psychologów, poetów), którzy mieli wpływ na myśl edukacyjną na świecie, wydanej pod patronatem UNESCO.

## Ważniejsze prace
- Une méthode de travail libre par groupes, Paryż, 1945
- La vie sociale des enfants, essai de sociologie enfantine, Paryż, 1950
- L'Éducation nouvelle, Paryż, 1950
- L'enseignement de la grammaire, Paryż, 1952
- La formation de l'éducateur, Paryż, 1952
- La culture intellectuelle, Paryż, 1954
- Pédagogie de l'apprentissage, Paryż, 1959
- Fais ce que je te dis, Conseils aux mères de famille, Paryż, 1961[1][3]